# 格羅夫蘭鎮區 (伊利諾伊州塔茲韋爾縣)
格羅夫蘭鎮區（英語：Groveland Township）是位於美國伊利諾伊州塔茲韋爾縣的一個行政鎮區。

## 地方資料
根據2010年美國人口普查的數據，格羅夫蘭鎮區的面積為99.10平方千米，當中陸地面積為98.50平方千米，而水域面積為0.60平方千米。當地共有人口19015人，而人口密度為每平方千米191.88人。